# Gavril Buciușcan
Gavril Ivanovici Buciușcan (n. 27 martie 1889, Isacova - d. 23 octombrie 1937, Tiraspol) a fost un om politic din Basarabia.

## Biografie
A fost membru in Sfatul Țării (1917–1918) și comisar pentru educație. A fost asasinat pe 23 octombrie, 1937 laTiraspol, în timpul Marilor Epurări comuniste din URSS.

## Lucrări
- G. Buciușcanu, Gramatica limbii moldovenești, Balta, 1925.